# Selena Gomez
Selena Marie Gomez (Grand Prairie, Teksas, SAD, 22. srpnja 1992.) nazivana "pop princeza", američka je pjevačica, glumica, dizajnerica, producentica i tekstopisac meksičkog i talijanskog porijekla. Svjetsku slavu stekla je objavom "Kiss & Tell" albuma sa svojom grupom "Selena Gomez & The Scene" Grupa je objavila tri studijska albuma: "Kiss & Tell", "A Year Without Rain" te "When The Sun Goes Down" Glumačku karijeru stekla je u ulozi Alex Russo u Emmyjem nagrađenoj Disneyjevoj seriji Wizards of Waverly Place. Glumila je u filmovima Još jedna priča o Pepeljugi, Program zaštite za princeze, Ramona i Beezus, Monte Carlo, Spring Breakers,  Getaway,Behaving Badly i The Revised Fundamentals of Caregiving te mnogim drugim.
Njena glazbena karijera započela je u 2008. godini, potpisivanjem ugovora s Hollywood Records. Do danas, ona je objavila 5 studijskih albuma koji su osvojili brojne nagrade te su prodani u više od šesto milijuna primjeraka diljem svijeta.
Gomez je grupu Selena Gomez & the Scene, raspustila, jer se želi posvetiti glumačkoj karijeri i solo pjevanju:

Na početku solo karijere izdala je album "Stars Dance".Selenina najdraža pjesma iz tog albuma je  Undercover. Nedugo zatim uslijedila je i "Stars Dance" turneja, koja je ubrzo otkazana jer se Gomez željela posvetiti zdravlju.
2015. godine Selena je objavila "Revival" album koji je doživio vrtoglav uspijeh te je završio na Billboard Hot. Album "Revival" prodan je u više od 423.000 primjeraka u prvom tjednu objavljivanja u Americi. 2019. objavila je pred albumski hit "Lose You To Love Me" koji je oborio sve rekorde slušanosti te je završio na prvoj poziciji Billboard Hot 100,također objavila je pjesmu "Look At Her Now" koja je također dobila veliku podršku publike. Pjesma "Lose You To Love Me" prodana je više od 500 tisuća puta u prvom tjednu objavljivanja u Americi.  
10.siječnja 2020. godine objavila je svoj dugoiščekivani studijski album "Rare" nakon 4 godine bez albuma. 
Album je zasjeo na prvom mjestu Billboard 200,te je prodan u više od 600 tisuća primjeraka u prvom tjednu objavljivanja u Americi.  

## Životopis
Selena Gomez je rođena u Grand Prairieu, u američkoj saveznoj državi Teksas. Ona je kći talijanske glumice Amande Dawn Teefey i meksikanca Ricarda Joela Gomeza. Ima i polusestru Gracie Eliot Teefey. Selena je dobila ime po meksičko-američkoj pjevačici Seleni Quintanilli-Pérez,koja je poginula 3 godine nakon njezinog rođenja.
Godine 2009., Gomez je u intervjuu za časopis People izjavila da je rano razvila interes za glumu jer je gledala svoju majku dok je glumila kazališnim produkcijama. U svibnju 2010., uspješno je završila privatno poučavanje.
2009., postala je najmlađa UNICEF amabasadorica u povijesti te organizacije.

## Karijera

### Glumačka karijera
Prva uloga joj je bila kada je u dobi od 7 godina glumila u "Barney i prijatelji". Imala je manje uloge u Spy Kids 3-D: Game over, Walker i Texas Ranger: Trial By Fire. Od 2007. glumila je glavnu ulogu u Disney Channel seriji Čarobnjaci iz Waverlyja. Serija je pokrenuta u listopadu 2007. na Disney Channelu u Americi, gdje je završena u siječnju 2012. U 2008. snimila je film "Još jedna priča o Pepeljugi." Osim toga, Gomez je 2012. zajedno s Vanessom Hudgens, Jamesom Francom i Ashley Benson glumila u filmu Proljetno ludilo. Godine 2013., je snimala film Getaway skupa s Ethanom Hawkeom i Jonom Voightom.Selena trenutno snima nove filmove Behaving Badly i Rudderless. 

### Glazbena karijera
U 2008. je snimila 3 pjesme za soundtrack filma "Još jedna priča o Pepeljugi" u kojoj je i glumila. Sa svojom nekadašnjom grupom Selena Gomez & The Scene je 2009. godine izdala svoj prvi album Kiss & Tell. 2010. drugi album pod nazivom A Year Without Rain, veće uspjehe su doživjeli singlovi Round & Round, A Year Without Rain i Live Like There's No Tomorrow. U ljetu 2011. sastav je izdao svoj treći album, pod nazivom When the Sun Goes Down. Godine 2013. Selena je surađivala s Rock Mafiom i izdala četvrti album Stars Dance. Selena po prvi put ima svjetsku turneju Stars Dance Tour. U 2015. godini objavila je svoj peti studijski album pod nazivom Revival.
U prvom mjesecu 2020. godine objavljuje svoj šesti studijski album Rare dok sljedeće godine objavljuje svoj album na španjolskom pod imenom Revelación.

### Filmografija
- Spy Kids 3-D: Game Over (2003.)
- Walker i Texas Ranger:Trial By Fire (2005.)
- Brain Zapped (2006.)
- Horton (sinkronizirala) (2008.)
- Još jedna priča o Pepeljugi (2008.)
- Čarobnjaci iz Waverlyja: Film (2009.)
- Arthur and the Revenge of Maltazard (sinkronizirala, 2009.)
- Program zaštite za princeze (2009.)
- Ramona i Beezus (2010.)
- Arthur 3: The War of the Two Worlds (sinkronizirala, 2010.)
- Monte Carlo (2011.)
- The Muppets (2011.)
- Aftershock (2012.)
- Hotel Transylvania (sinkronizirala, 2012.)
- Spring Breakers (2012.)
- The Wizards Return: Alex vs. Alex (2013.)
- Spring Breakers (2013.)
- Getaway (2013.)
- Rudderless (2014.)
- Behaving Badly (2014.)
- Hotel Transylvania 2 (sinkronizirala, 2015.)
- Bad Neighbours 2 (2016)
- The Revised Fondamentals of Caregiving (2016)
- Hotel Transylvania 3 (sinkronizirala, 2018.)
- Rain Day In New York (2019)
- The Dead Don't Die (2019)
- Dolittle (sinkronizirala, 2020.)
- Hotel Transylvania 4 (sinkronizirala, 2022.)

### Albumi
- Kiss & Tell (2009.)
- A Year Without Rain (2010.)
- When the Sun Goes Down (2011.)
- Stars Dance  (2013.)
- For You (2014.)
- Revival (2015.)
- Rare (2020.)
- Revelación (2021.)

## Studijski albumi
| Godina | Naziv albuma        | SAD            | Njemačka        | Ujedinjeno Kraljevstvo |
| ------ | ------------------- | -------------- | --------------- | ---------------------- |
| 2009.  | Kiss & Tell         | 9 (59. tjedna) | 19 (14. tjedna) | 12 (4. tjedna)         |
| 2010.  | A Year Without Rain | 4 (55. tjedna) | 22 (16. tjedna) | 14 (6. tjedna)         |
| 2011.  | A Year Without Rain | 3 (41. tjedna) | 18 (11. tjedna) | 15 (9. tjedna)         |
| 2013.  | Stars Dance         | 1 (... tjedna) | 4 (5. tjedna)   | 14 (4. tjedna)         |